# Peach Lake
Peach Lake és una concentració de població designada pel cens dels Estats Units a l'estat de Nova York. Segons el cens del 2000 tenia 1.671 habitants.

## Demografia
Segons el cens del 2000, Peach Lake tenia 1.671 habitants, 617 habitatges, i 468 famílies. La densitat de població era de 239 habitants per km².
Dels 617 habitatges en un 37,4% hi vivien nens de menys de 18 anys, en un 64% hi vivien parelles casades, en un 9,4% dones solteres, i en un 24,1% no eren unitats familiars. En el 20,7% dels habitatges hi vivien persones soles el 7,1% de les quals corresponia a persones de 65 anys o més que vivien soles. El nombre mitjà de persones vivint en cada habitatge era de 2,71 i el nombre mitjà de persones que vivien a cada família era de 3,16.
Per edats la població es repartia de la següent manera: un 27,6% tenia menys de 18 anys, un 4,5% entre 18 i 24, un 27,8% entre 25 i 44, un 26,6% de 45 a 60 i un 13,5% 65 anys o més.
L'edat mitjana era de 40 anys. Per cada 100 dones de 18 o més anys hi havia 94,8 homes.
La renda mitjana per habitatge era de 72.222 $ i la renda mediana per família de 82.222 $. Els homes tenien una renda mitjana de 55.529 $ mentre que les dones 39.479 $. La renda per capita de la població era de 33.340 $. Cap de les famílies estaven per sota del llindar de pobresa.